# فانيبوثور
فانيبوثور (بالإنجليزية: Vaniputhur)‏ هي منطقة سكنية تقع في الهند في ضاحية إيرود. يقدر عدد سكانها بـ 11,935 نسمة .